# Ichthyodes puncticollis
Ichthyodes puncticollis là một loài bọ cánh cứng trong họ Cerambycidae.